# Памятник авиаконструктору Корытину
Па́мятник авиаконстру́ктору Андре́ю Серге́евичу Коры́тину был открыт в 1990 году в городе-курорте Анапа, в сквере имени И. В. Гудовича, на пересечении улиц Таманской и Протапова.

## История памятника
Памятник посвящён конструктору гидросамолетов и почётному гражданину города Анапы — Андрею Сергеевичу Корытину. (1807—1989).
Будучи на пенсии авиаконструктор работал председателем исторической секции Анапского отдела общественной охраны памятников истории и культуры. На этой должности он контролировал все раскопки и строительства курорта, следил за археологическими находками. Его стараниями в городе был создан археологический музей-заповедник «Горгиппия». Памятник установлен в знак благодарности горожан, за достойно прожитую жизнь и распространение археологической ценности города-курорта Анапы.

## Описание

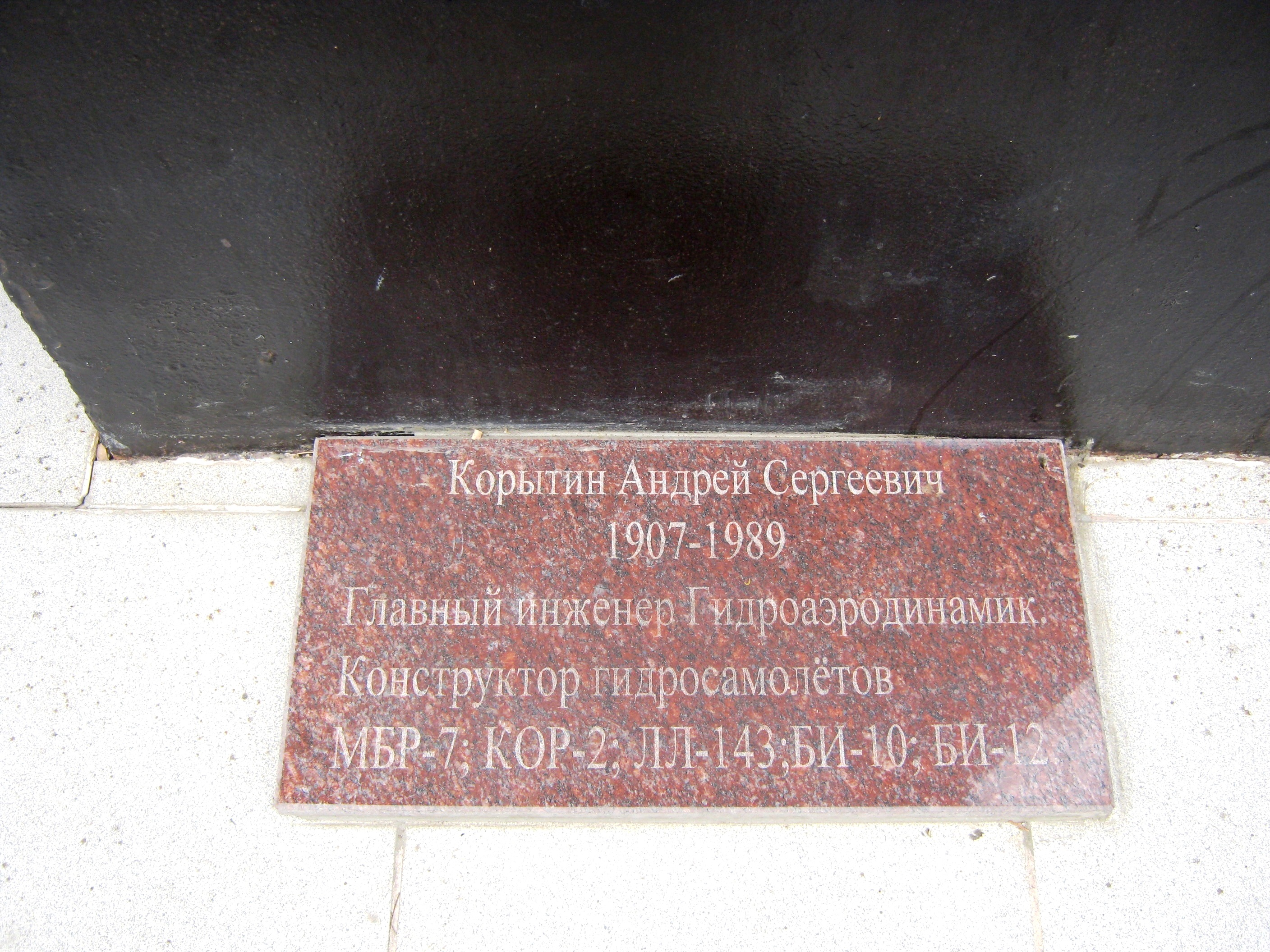
Гранитная табличка у подножья памятника

Памятник представляет собой стелу с барельефом авиаконструктора, сверху стелы расположена модель гидросамолета Бе-10, изготовленная таганрогским авиазаводом. Надпись на стеле гласит: «Андрею Сергеевичу Корытину — посвящается». У подножия памятника находится гранитная табличка с надписью: «Корытин Андрей Сергеевич, 1907—1989, Главный инженер Гидроаэродинамик. Конструктор гидросамолетов МБР-7, КОР-2, ЛЛ-143, Бе-10, Бе-12».
Над памятником работали скульптор-художник А. Н. Прошутин и архитектор Ю. В. Рысин. Памятник был торжественно открыт в 1990 году.